# Nikolaus III. von Salm-Neuburg

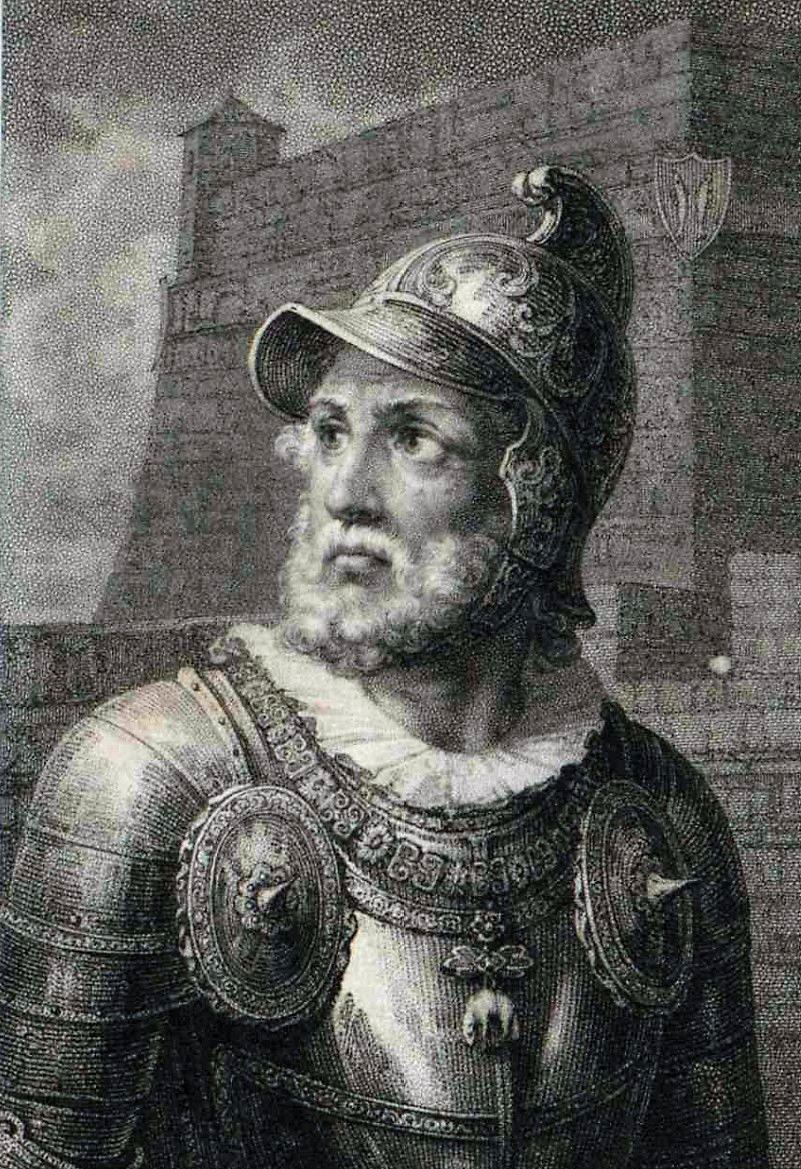
Historisierende Darstellung des Niklas von Salm (1459–1530) mit dem Vliesorden, der nach seinem Tod dem Sohn verliehen wurde

Graf Nikolaus III. von Salm-Neuburg (* 1503 (auch:1522); † 5. März 1550 in Erlau) war ein österreichischer Diplomat, Geheimer Rat, Oberkämmerer, Feldhauptmann und Statthalter in Ungarn.
Seine Eltern waren Niklas von Salm (* 1459; † 4. Mai 1530) und dessen Ehefrau Elisabeth von Rogendorf. Sein Bruder Wolfgang war Fürstbischof von Passau.

## Leben
Nikolaus erhielt bereits 1531 den Orden vom Goldenen Vlies (Nr. 175). Er kam 1538 als Gesandter mit Sigmund von Herberstein zum Sultan Soliman nach Konstantinopel, auch 1541 mit Rogendorf in das türkische Lager nach Ofen. Die guten Manieren von Salm-Neuburg nötigten dem Sultan die Frage ab: „Ob Ferdinand viele solche Diener habe?“
Er heiratete 1524 die Gräfin Amalie von Eberstein. Das Paar hatte drei Söhne, welche alle drei in kaiserlichen Staats- und Kriegsdiensten gingen:
- Egino († 7. Juni 1574), Burghauptmann von Preßburg und oberster Hauptmann von Raab

⚭ Katharina von Pernstein († 14. Mai 1571)
⚭ Barbara Orszagh
- Julius (* 11. November 1531; † 2. Juli 1595)

⚭ Elisabeth Thurzó von Bethlenfalva († 29. November 1573), (Witwe von Jaroslav von Pernstein und Adam Ungnad von Sonneg) (Elisabeth von Harrach nach BLKÖ)
⚭ 1575 Anna Maria von Dietrichstein (* 7. Dezember 1557; † 5. März 1586)
- Nikolaus IV. († 26. November 1580), kaiserlicher Reichshof- und Hofkriegsrat, Kommandant der Festung Kanisza

⚭ 1562 Gräfin Katharina von Ysenburg (* 11. April 1532; † 16. April 1574), Tochter von Anton von Isenburg
⚭ 1575 Judith von Polheim (* 5. März 1559; † 1613)
Am 8. September 1540 heiratete er Margareta Szeczy de Felso-Lindva (* ca. 1524; † 24. Aug. 1567). Aus dieser Ehe ging eine Tochter hervor:
- Maria Magdalena von Salm-Neuburg, Gräfin von Salm-Neuburg (* 1548; † 23. Juli 1607)

⚭ 1565 Ladislav III, Baron Lobkowicz (1537–1609), Reichsrat, Marschall und Militärgouverneur in Ungarn